# 자글라
《자글라》(Night Of The Juggler)는 미국에서 제작된 로버트 버틀러 감독의 1980년 영화이다. 제임스 브롤린 등이 주연으로 출연하였고 제이 웨스톤 등이 제작에 참여하였다.

## 출연

### 주연
- 제임스 브롤린
- 클리프 고먼

### 조연
- 리차드 S. 카텔라노
- 린다 밀러
- 바튼 헤이먼

## 기타
- 원작자: 윌리엄 P. 맥기번
- 미술: 스튜어트 워첼
- 의상: 페기 파렐
- 배역: 알릭스 고딘